# Пинкара
Пинкара (итал. Pincara) — коммуна в Италии, располагается в провинции Ровиго области Венеция.
Население составляет 1281 человек (2008 г.), плотность населения составляет 72 чел./км². Занимает площадь 18 км². Почтовый индекс — 45020. Телефонный код — 0425.
Покровителем коммуны почитается святой Иоанн Предтеча, празднование 24 июня.

## Демография
Динамика населения:

## Администрация коммуны
- Официальный сайт: http://www.comune.pincara.ro.it/ Архивная копия от 4 июля 2008 на Wayback Machine